# Bahnhof Köln-Chorweiler Nord
Der Bahnhof Köln-Chorweiler Nord ist eine Station der S-Bahn Köln, die sich im Kölner Stadtteil Chorweiler im Tarifgebiet des VRS befindet. Der Bahnhof liegt an der Bahnstrecke Köln–Köln-Worringen, die überwiegend parallel zur Bahnstrecke Köln–Nijmegen verläuft und in Chorweiler durch einen Tunnel geführt wird.

## Lage und Ausstattung
Der Bahnhof befindet sich im Kölner Stadtteil Chorweiler nahe der nördlich gelegenen Stadtgrenze in überwiegend durch Wohnbauansiedlung geprägter Umgebung. In der Nähe befinden sich der Fühlinger See sowie das Waldgebiet Worringer Bruch.
Der Bahnhof ist zwar mit Rolltreppen ausgestattet, jedoch noch nicht mit Blindenleitsystem und Aufzügen sowie Blindenschrift. Eine Sanierung einschließlich barrierefreiem Umbau ist seit langem geplant, jedoch bislang nicht verwirklicht worden.

## Verkehr
Der Bahnhof wird durch die Züge der Linie S11 bedient, die von Bergisch Gladbach aus kommend über Messe/Deutz, Hauptbahnhof und Hansaring weiter nach Neuss Hbf, Düsseldorf Hbf und Düsseldorf Flughafen Terminal verkehren. Zudem verkehren hier einige Bahnen der Linien S6 von Köln nach Essen.
Neben der S-Bahn ist er an die Stadtbuslinie 126 der KVB sowie die Anruf-Sammeltaxilinie 181 angebunden. Am Eingang befindet sich eine Bike-and-Ride-Anlage.